# Ian Campbell (ragbista)
Ian Campbell (15. května 1928 Santiago de Chile – 11. listopadu 2022) byl chilský ragbista, který hrál jako útoková spojka a tříčtvrtka. V roce 2012 byl společně se svým bratrem Donaldem jmenován do Světové ragbyové síně slávy. Za Chile odehrál 16 zápasů a připsal si 43 bodů (1948–1961). Je považován za nejlepšího chilského ragbistu historie. 
Celou svou klubovou kariéru (1948 - 1971) strávil v chilském týmu Country Club Prince of Wales. Třináctkrát se stal vítězem chilské ligy. (1948, 1951–1953, 1955, 1958, 1960–1962, 1964, 1967, 1968, 1971)
Otec Collin (*1883) byl ze Skotska a hrál fotbal za Argentinu a Chile. Bratr Donald (*1919) zemřel v září 1944 jako pilot za 2. světové války. Ian měl 6 dětí a 15 vnoučat. Vnuk Santiago Fuenzalida hrál za reprezentaci Chile do 20 let v soutěži World Rugby Trophy v roce 2008 ale v listopadu toho roku zemřel při autonehodě.